# Pholadidea acherontea
Pholadidea acherontea is een tweekleppigensoort uit de familie van de Pholadidae. De wetenschappelijke naam van de soort is voor het eerst geldig gepubliceerd in 1974 door Beu & Climo.